# Dolichopoda
Dolichopoda („Langbeiner“: griechisch δολιχός dolichos ‚lang‘; πούς pous [Genitiv ποδός podos] ‚Fuß, Bein‘) ist eine Gattung der Rhaphidophoridae innerhalb der Ordnung der Langfühlerschrecken (Ensifera). Ihre Vertreter sind troglobiont (ständige Bewohner von Höhlen).

## Merkmale
Die Arten der Gattung ähneln einander sehr und sind hellgelb bis braun. Sie sind in beiden Geschlechtern flügellos und haben auffällig lange Beine und Fühler. Die Weibchen haben einen gebogenen Legesäbel (Ovipositor).

## Ökologie und Verbreitung
Die meisten Arten haben sich allopatrisch entwickelt. Sie kommen fast ausschließlich in natürlichen Höhlen vor, besiedeln aber auch künstliche Hohlräume, wie etwa die aus Steinen errichteten Grabstätten der Etrusker. Das Verbreitungsgebiet umfasst hauptsächlich den Mittelmeerraum mit Vorkommen in Frankreich, Spanien, Italien, Kroatien, Mazedonien, Griechenland, der Türkei und Syrien. Nur eine Art ist aus dem Kaukasus bekannt.

## Arten
Untergattung Capraiacris
- Dolichopoda aegilion Baccetti 1977 (Italien: Toskanischer Archipel, Insel Giglio)
- Dolichopoda baccettii Capra 1957 (Italien: Toskana, Monte Argentario)

Untergattung Chopardina
- Dolichopoda bormansi Brunner von Wattenwyl 1882 (Frankreich: Nordspitze Korsikas; zuweilen auch nach Großbritannien eingeschleppt)
- Dolichopoda cyrnensis Chopard 1950 (Frankreich: Zentralkorsika und Westküste Korsikas)
- Dolichopoda muceddai Rampini & di Russo 2005 (Italien: Sardinien)
- Dolichopoda remyi Chopard 1934 (Griechenland)
- Dolichopoda schiavazzii Capra 1934 (Italien: Toskana einschließlich Insel Elba; in der Nordtoskana Unterart Dolichopoda s. caprai)

Untergattung Dolichopoda
- Dolichopoda annae Boudou-Saltet 1973 (Griechenland)
- Dolichopoda aranea Bolivar, I. 1899 (Türkei)
- Dolichopoda araneiformis (Burmeister 1838) (Kroatien: Dalmatien)
- Dolichopoda azami Saulcy 1893 (Frankreich)
- Dolichopoda bolivari Chopard 1916 (Spanien)
- Dolichopoda calabra Galvagni 1968 (Italien: Kalabrien)
- Dolichopoda capreensis Capra 1968 (Italien: Insel Capri)
- Dolichopoda chopardi Baccetti 1966 (Frankreich)
- Dolichopoda dalensi Boudou-Saltet 1972 (Griechenland)
- Dolichopoda euxina Semenov 1901 (Kaukasus)
- Dolichopoda geniculata (Costa, O.G. 1860) (Italien: südliches Latium, Kampanien einschließlich Insel Ischia; Unterart Dolichopoda g. pontiana auf der Insel Ponza)
- Dolichopoda graeca Chopard 1964 (Griechenland)
- Dolichopoda hussoni Chopard 1934 (Mazedonien, Griechenland)
- Dolichopoda insignis Chopard 1955 (Griechenland)
- Dolichopoda laetitiae Minozzi 1920 (Italien: Umbrien, Marken und Emilia-Romagna; die Unterart Dolichopoda l. etrusca im nördlichen Latium)
- Dolichopoda ligustica Baccetti & Capra 1959 (Italien: Ligurien einschließlich der Unterart Dolichopoda l. septentrionalis)
- Dolichopoda linderi (Dufour 1861) (Frankreich: südliche Pyrenäen)
- Dolichopoda makrykapa Boudou-Saltet 1980 (Griechenland)
- Dolichopoda matsakisi Boudou-Saltet 1972 (Griechenland)
- Dolichopoda naxia Boudou-Saltet 1972 (Griechenland)
- Dolichopoda noctivaga di Russo & Rampini 2007 (Türkei)
- Dolichopoda palpata (Sulzer 1776) (Italien: Kalabrien)

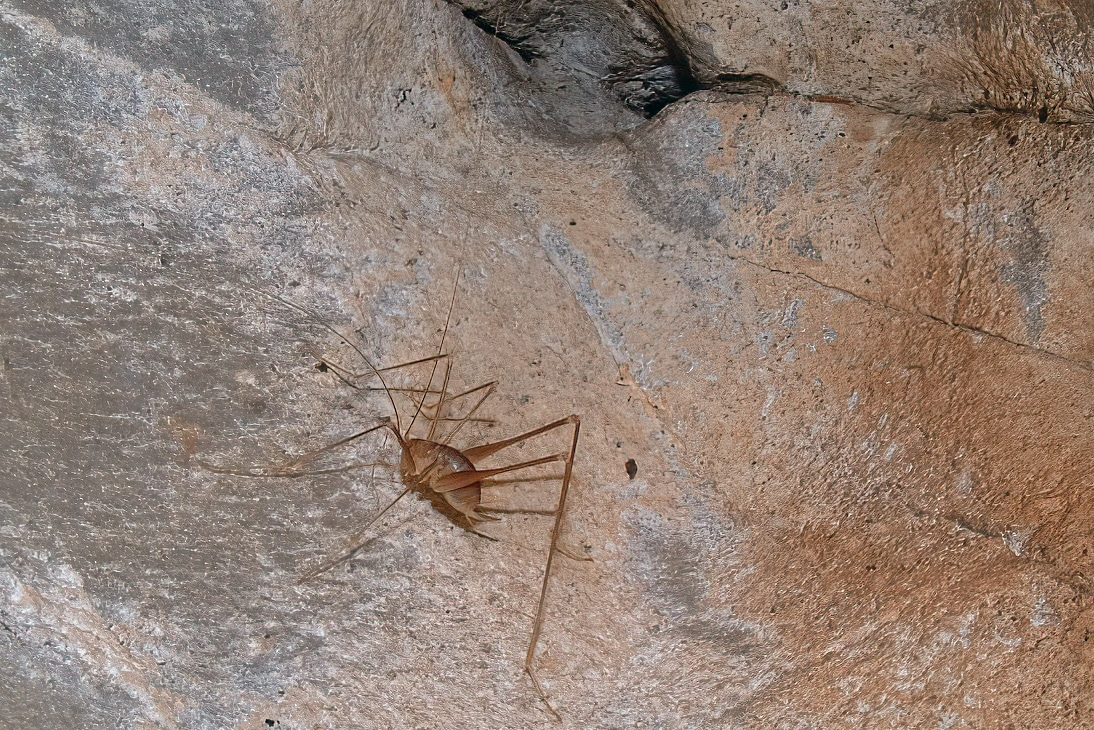
Dolichopoda unicolor im Drakos-Selinitsa-System

- Dolichopoda paraskevi Boudou-Saltet 1973 (Griechenland)
- Dolichopoda patrizii Chopard 1964 (Griechenland)
- Dolichopoda pavesii Galvagni 2002 (Griechenland)
- Dolichopoda pusilla Bolivar, I. 1899 (Syrien)
- Dolichopoda sbordonii di Russo & Rampini 2006 (Türkei)
- Dolichopoda steriotisi Boudou-Saltet 1972 (Griechenland: Insel Korfu)
- Dolichopoda thasosensis Chopard 1964 (Griechenland: Insel Thasos)
- Dolichopoda unicolor Chopard 1964 (Griechenland: Südpeloponnes)

Untergattung Petrochilosina
- Dolichopoda cassagnaui Boudou-Saltet 1980 (Griechenland)
- Dolichopoda petrochilosi Chopard 1954 (Griechenland)
- Dolichopoda vandeli Boudou-Saltet 1970 (Griechenland)